# Vicia hirsuta
A vicia hirsuta, comummente conhecida como  unhas-de-gato, é uma espécie de planta com flor, herbácea, escandente, pertencente à família das fabáceas e ao tipo fisionómico dos terófitos. 

## Nomes comuns
Dá ainda pelos nomes comuns: cigerão (não confundir com a Lathyrus latifolius que com ela partilha este nome) ou ervilhaca-dos-lameiros (não confundir com a Vicia sepium que com ela partilha este nome).

## Descrição
A ervilhaca-dos-lameiros é uma planta delgada, bastante frágil, pilosa, anual, com caules trepadores, que podem alcançar entre 20 a 70 centímetros de comprimento. As folhas agrupam-se com 4 a 10 pares de folíolos, cujo formato pode alternar entre o linear e o oblongo-ovados. As  gavinhas desta planta, por seu turno, são geralmente ramosas.
Quanto às flores, aparecem entre Abril e Junho e apresentam uma coloração branca pintalgadas de azul-escuro. Medem entre 2 a 5 milímetros de comprimento e agrupam-se em inflorescências de pecíolo comprido, que quase que igualam as folhas em comprimento. As vagens são negras e peludas, orçando cerca de 6 a 11 milímetros de comprido.

## Taxonomia
A autoridade científica da espécie é (L.) Gray, tendo sido publicada em A Natural Arrangement of British Plants 2: 614–615. 1821. 

### Citologia
Número de cromossomas da Lathyrus cicera e táxones infra-específicos: 2n=14 

### Etimologia
- Vicia: nome genérico derivado do grego antigo bíkion, bíkos, que foi latinizado sob a forma vicia, vicium, que por seu turno significa «ervilhaca».[11][6]

- hirsuta: epíteto latino que significa «peluda».[12]

### Sinonímia
- Cracca hirsuta (L.)Gennari
- Cracca minor Gren. & Godr.
- Endiusa hirsuta Alef.
- Ervilia hirsuta Opiz
- Ervilia hirsuta Opiz
- Ervilia vulgaris Godr.
- Ervum filiforme Roxb.
- Ervum hirsutum L.
- Vicia coreana H.Lév.
- Vicia mitchellii Raf.
- Vicia parviflora Lapeyr.
- Vicia taquetii H.Lév.
- Vicioides hirsuta Moench[7][8]

## Portugal
Trata-se de uma espécie presente no território português, nomeadamente em Portugal Continental, no Arquipélago dos Açores e no Arquipélago da Madeira. Mais concretamente, em Portugal continental, pode-se encontrar em todas as zonas do Noroeste e do Nordeste, incluindo a Terra Fria Transmontana e a Terra Quente Transmontana, estando ainda presente no Centro-Norte e em todas as zonas do Centro-Oeste.
Em termos de naturalidade é nativa de Portugal Continental e Arquipélago da Madeira e introduzida no arquipélago dos Açores, onde se assilvestrou.

## Protecção
Não se encontra protegida por legislação portuguesa ou da Comunidade Europeia.

## Ecologia
Trata-se de uma espécie ruderal, que pulula tanto em courelas agricultadas, como em ermos sáfaros. Medra em solos pedregosos de substracto ácido, nas frentes umbrias.